# Алексєєв Павло Федорович
Павло Федорович Алексєєв (29 червня [12 червня] 1912 — 28 квітня 1985) — радянський військовий льотчик, в роки Другої світової війни — командир ескадрильї 142-го гвардійського штурмового авіаційного полку 8-ї гвардійської штурмової авіаційної дивізії 1-го гвардійського штурмового авіаційного корпусу 2-ї повітряної армії 1-го Українського фронту, гвардії капітан. Герой Радянського Союзу (27.06.1945), підполковник.

## Біографія
Народився в сім'ї робітника. За національністю росіянин. До призову в Червону Армію у 1932 році працював шофером на Бєлорєцькому металургійному заводі. Після закінчення в 1936 році Ульяновської льотної школи працював інструктором-льотчиком П'ятигорського аероклубу.
На фронтах Другої світової війни з 1941 року. В 1943 році вступив в члени ВКП(б)/КПРС. Станом на травень 1945 року Алексєєвим скоєно 134 бойових вильоти.
Указом Президії Верховної Ради СРСР від 27 червня 1945 року за зразкове виконання бойових завдань командування на фронті боротьби з німецькими загарбниками і проявлені при цьому відвагу і геройство гвардії капітану Алексєєву Павлу Федоровичу присвоєно звання Героя Радянського Союзу з врученням ордена Леніна і медалі «Золота Зірка» (№ 7890).
Після війни П. Ф. Алексєєв продовжив службу у ВПС СРСР. З 1963 року у відставці. Жив у місті Ростові-на-Дону. Помер 28 квітня 1985 року.

## Нагороди
- Медаль «Золота Зірка» Героя Радянського Союзу (27.06.1945, № 7890)
- Орден Леніна (27.06.1945)
- Три ордени Червоного Прапора (10.08.1943, 4.12.1943, 19.06.1945)
- Орден Олександра Невського (17.08.1944, № 8291)
- Два ордени Вітчизняної війни I ступеня (19.09.1943, 6.04.1985)
- Орден Вітчизняної війни II ступеня (19.05.1945)
- Орден Червоної Зірки (30.12.1956)
- Медалі, в тому числі:
  - Медаль "За перемогу над Німеччиною у Великій Вітчизняній війні 1941—1945 рр .. "
  - Ювілейна медаль "Двадцять років Перемоги у Великій Вітчизняній війні 1941—1945 рр .. "
  - Ювілейна медаль "Тридцять років Перемоги у Великій Вітчизняній війні 1941—1945 рр .. "

## Пам'ять
- Похований на Північному кладовищі в Ростові-на-Дону.